# Achatia demissa
Achatia demissa là một loài bướm đêm trong họ Noctuidae.